# Lan Kham Deng
Koning Somdetch Brhat-Anya Chao Lamakamadinga, beter bekend onder de naam Lan Kham Deng, is geboren in 1387. Hij was een zoon van koning Phaya Samsenthai en prinses Keo Noi Nong Hiao.
Toen hij de leeftijd voor opvolging bereikte werd hij uitgeroepen tot kroonprins. In 1417 volgde hij zijn vader bij diens sterven op als derde koning van Lan Xang. Hij was voor zover bekend getrouwd met Nang Kaeva Buma Fa (Keo Poum Fa). Hij stierf in 1428 op 41-jarige leeftijd. Tijdens zijn heerschappij bouwde hij onder andere het klooster Wat Suan Thaen, waar hij de as van zijn vader koning Phaya Samsenthai plaatste. Zijn as werd na zijn dood geplaatst in Wat Manorom.
Voor zover bekend had hij twee zoons:
- Prins (Chao Fa) Bhumadarada (Phommathat), die hem opvolgde in 1428. Dit was een zoon uit het huwelijk van Lan Kham Deng met Nang Kaeva Buma Fa.
- Prins (Chao Fa) Yugandhara Youkhon, die koning zou worden in 1429.